# ستيف سوليفان (لاعب كرة سلة)
ستيف سوليفان (بالإنجليزية: Steve Sullivan)‏ (و. 1944 – 2014 م) هو لاعب كرة سلة أمريكي، شارك في دورة الألعاب الأمريكية 1967، والألعاب الجامعية الصيفية 1967، مركز لعبه هو لاعب هجوم صغير الجسم، توفي في لندن، عن عمر يناهز 70 عاماً.

## التعليم
تعلم في Essex Catholic High School ‏
.

## روابط خارجية
- ستيف سوليفان على موقع كلية كرة السلة في سبورتس رفرنس.كوم (الإنجليزية)
- ستيف سوليفان على موقع ريلجم (الإنجليزية)